# Pancrudo (kommunhuvudort)
Pancrudo är en kommunhuvudort i Spanien.   Den ligger i provinsen Provincia de Teruel och regionen Aragonien, i den östra delen av landet, 230 km öster om huvudstaden Madrid. Pancrudo ligger 1 247 meter över havet och antalet invånare är 125.
Terrängen runt Pancrudo är kuperad åt nordost, men åt sydväst är den platt. Runt Pancrudo är det mycket glesbefolkat, med 2 invånare per kvadratkilometer. Närmaste större samhälle är Utrillas, 16,5 km öster om Pancrudo. Omgivningarna runt Pancrudo är i huvudsak ett öppet busklandskap.